# Раннє (Борисовський район)
Раннє (біл. вёска Раннае) — село в складі Борисовського району Мінської області, Білорусь. Село підпорядковане Лошницькій сільській раді, розташоване в північно-східній частині області.
Рішенням Мінської обласної ради депутатів від 28 травня 2013 року, щодо змін адміністративно-територіального устрою Мінської області, село Раннє, уже колишньої Новосілківської сільської ради, передане до Лошницької сільської ради.